# Tennis Borussia Berlin
Tennis Borussia är ett av de mest kända fotbollslagen från Berlin som nu för tiden spelar i Regionalliga Nordost (division IV).

## Historia

### De första åren (1902–1919)
Tolv idrottsentusiastiska unga män träffades på gatan "Spandauer Brücke" nr. 13 (nära Alexanderplatz i centrala Berlin) den 9 april 1902. Nästan alla var studenter, spelade tennis och fotboll och de ville förena klubbarna "Kameradschaftliche Vereinigung Borussia" och "Berliner Tennis - und Ping-Pong-Gesellschaft". Den nya klubben fick namnet "Berliner Tennis - und Ping-Pong-Gesellschaft Borussia". 1903 ändrades namnet till "Berliner Tennis Club Borussia", vilket gäller än idag. Klubben kallas ibland TeBe eller TB Berlin. Alfred Lesser var en drivande kraft bakom beslutet att ansöka om fotbollslicens som köptes för 50 pfennig och därmed blev TeBe den 27:e medlemmen i Berlins Bollspelsförbund (V.B.B.). Laget spelade och tränade på "Exerzierplatz Schönhauser Allee" (Prenzlauer Berg), en av dåtidens två fotbollsplaner i Berlin (den andra låg i Tempelhof, där den kända flygplatsen Berlin-Tempelhof byggdes några år senare). För fotbollsavdelningen gick det stadigt uppåt och våren 1914 gick laget upp i högsta Berlinligan. Eftersom många spelare kallades till fronten under första världskriget blev det allt svårare att spela seriös fotboll. Mer än 50 TeBe-medlemmar stupade i kriget.

### Första framgångar (1919–1933)
Efter första världskriget präglades samhället av politisk och ekonomisk kris. Detta drabbade även Tennis Borussia som hade ett varierande medlemsantal i början av 1920-talet, men fram till 1927 ökade det till cirka 400 medlemmar. Dessa medlemmar kom från medelklassen eller övre medelklassen som rekryterades från stadsdelar i centrala och norra Berlin. Sedan 1924 gick det sportsligt framåt för TeBe när man avancerade till ett av topplagen i Berlin. Sin orsak hade detta också i att klubben hade några av de bästa tränarna på den tiden, som exempelvis Otto Nerz och Sepp Herberger (Västtysklands förbundskapten under VM 1954, VM 1958 och VM 1962). 1928–1931 var TeBe regelbundet nära att vinna Berlinmästerskapen, men förlorade flera gånger de avgörande matcherna mot Hertha BSC Berlin. 1932 vann TeBe Berlinmästerskapen för första gången. TeBe deltog även flera år i rad i slutspelet om de tyska mästerskapen, där man flera gånger nådde kvartsfinalen.

### Tennis Borussia i det nationalsocialistiska Tyskland (1933–1945)
En tredjedel av TeBes medlemmar var judar. 1933 förlorade föreningen dessa medlemmar då alla judiska idrottsmän var tvungna att lämna klubben på grund av nazisternas maktövertagande och deras raspolitik. Många mördades senare i koncentrationslägren. Andra överlevde nazitiden genom att tillbringa tiden i exil och återvände till föreningen efter 1945. De minderåriga TeBe-medlemmarna tvingades att gå med i Hitlerjugend.
Tennis Borussias beteende vid maktövertagandet har bedömts olika. Nils Havemann menar att många "ariska" medlemmar hade svårt att hitta en klar och tydlig hållning när det gäller antisemitismen. Å ena sidan fanns det en antisemitisk grundstämning, men å andra sidan kände man också samhörighet med de judiska medlemmarna. Mike Tichers menar att kassören Ulrich Rüdiger, som hade sammankallat till mötet där de judiska medlemmarna uppmanades att lämna föreningen, visade feghet just eftersom han utan att vara tvungen hade sammankallat till detta möte. Karl-Heinz Schwarz-Pich menar däremot att det var svårt för den enskilde att göra motstånd. Människor då trodde att Hitlerperioden skulle vara kort och att det därför var högsta prioritet att inte väcka uppseende.
Sportsligt var TeBe även på 1930-talet ett av Berlins topplag, dock upprepades inte 1932 års framgång. När kriget började kallades många spelare in till krigstjänst, ju längre kriget pågick desto mer drabbades civilbefolkningen av bombkriget. Slutligen försämrades även försörjningsläget. 1942 deltog TeBe en sista gång i slutspelet om de tyska mästerskapen, innan seriespelet ställdes in 1944. 49 medlemmar stupade i kriget, bland dem Ulrich Rüdiger (se ovan) som dog i slutstriden om Berlin.

### Efterkrigstiden (1946–1963)

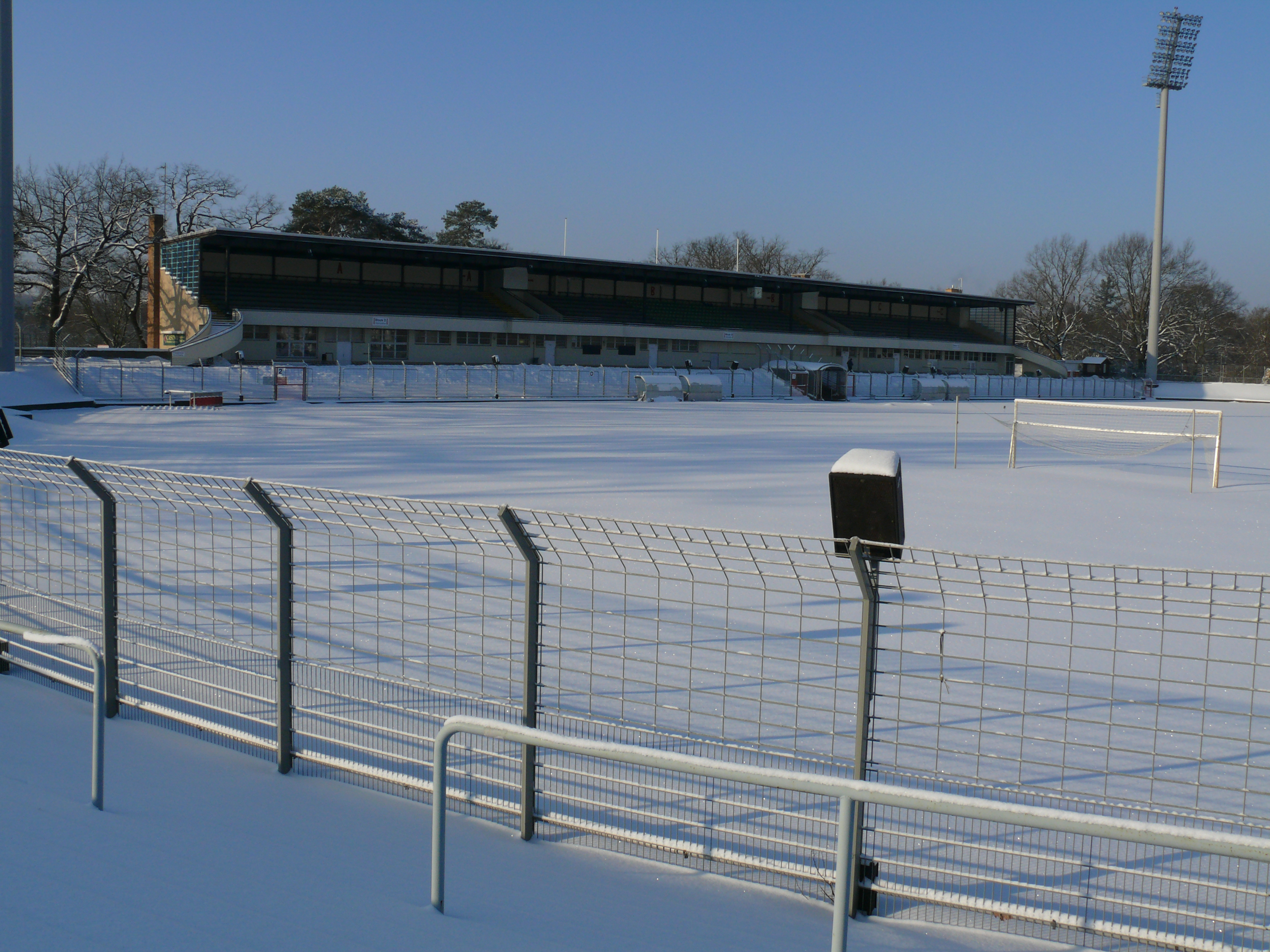
Mommsenstadion, klubbens hemmaarena sedan 1945

När kriget var slut bestämde de allierade att förbjuda alla föreningar, endast "kommunala sportgrupper" fick finnas och så hette Tennis Borussia "SG Charlottenburg" fram till 1948. Att Charlottenburg blev klubbens nya hemvist berodde på den politiska utvecklingen som hade delat staden i Öst- och Västberlin. Eftersom man ville tillhöra västsidan bestämde man sig för stadsdelen Charlottenburg där det även fanns Mommsenstadion med 25 000 platser samt plats för ungdomsverksamheten. 1947 vann SG Carlottenburg Berlinmästerskapen vilket berodde inte minst på att man hade ett publiksnitt på cirka 10 000. Måljagaren Hanne Berndt gjorde otroliga 53 mål på 22 matcher. Efter två säsonger utan titel vann TeBe Berlinmästerskapen tre år i rad (1950–1952). Att bli Berlinmästare betydde även att man kvalificerade sig för slutspelet om de tyska mästerskapen. Där var Tennis Borussia för det mesta chanslösa, även om man kunde vinna flera matcher i slutspelet 1952. Flera faktorer avslutade den framgångsrika perioden. Dels hade laget blivit äldre och dels lämnade viktiga nyckelspelare klubben och en del spelare fick sluta spela på grund av trafikolyckor. 1958 vann man Berlinmästerskapen en sista gång innan Tasmania Berlin och Hertha BSC Berlin dominerade fotbollen fram till 1963.

### Försöken att gå upp i Bundesliga (1963–1974)
TeBe kunde inte upprätthålla den ledande ställningen och när Bundesliga startades 1963 var Hertha BSC Berlin topplag igen och kvalificerade sig för den nybildade ligan. Tennis Borussia var numera ett andra klassens lag i och med att man fortsatte spela i den västberlinska ligan. Målet var nu att komma 1:a eller 2:a för att kunna delta i kvalspel till Bundesliga. Förutom 1969 deltog TeBe i kvalspelet vartenda år fram till 1970, men sällan var laget riktigt nära uppflyttningen. Först 1974, när ingen på allvar hade räknat med "Violerna" (efter klädfärgerna lila och vitt), gick TeBe upp genom att slå St. Pauli med 3-1 i näst sista omgången.

### Bundesliga och 2:a Bundesliga (1974–1981)
Att TeBe hade gått upp i Bundesliga överraskade alla, även klubbledningen som hade planerat för 2:a Bundesliga som precis hade skapats under Bundesliga. Skulder på en halv miljon DM förhindrade dyra värvningar. Den före detta landslagsspelaren Karl-Heinz Schnellinger värvades liksom anfallaren Peter Geyer från Nürnberg. Men det stod klart ganska tidigt att laget inte hade potential att säkra kontraktet i Bundesliga. Höstsäsongen präglades av nederlag (till exempel 0-3 mot Hertha BSC) och några oavgjorda matcher, bland annat mot Bayern München (2-2). Ytterligare värvningar i vinterpausen förhindrade inte en 17:e plats vilket innebar nedflyttning till 2:a Bundesliga Norra. På grund av ett svagt publiksnitt (cirka 10 400) såldes viktiga spelare till andra Bundesligaklubbar.
Säsongen 1975/76 började TeBe med målet att återvända till Bundesliga. Helmuth Johannsen (mästartränare med Braunschweig 1967) värvades som tränare. Höstsäsongen präglades av en rad segrar som innebar en andra plats efter Borussia Dortmund efter höstsäsongen och på våren var det inte minst en serie på nio obesegrade matcher samt seger i sista matchen mot Berlinlaget Wacker 04 som säkrade förstaplatsen i divisionen och uppflyttning till Bundesliga. Men trots denna framgång lämnade tränare Johannsen klubben eftersom han tyckte att styrelsen gav ett oprofessionellt intryck och eftersom publikintresset var svagt med cirka 5 000 åskådare i genomsnitt.
Ny tränare blev Rudi Gutendorf som spred glädje med sin positiva utstrålning. Men på grund av det svaga publikintresset säsongen innan såldes återigen flera nyckelspelare. Dock hittade Violerna den spelare som skulle betyda oerhört mycket för hela säsongen: den i Köln bänkade svensken Benny Wendt. Just Wendt skulle spela en viktig roll i början på säsongen. När TeBe slog Düsseldorf med 4-2 gjorde han samtliga fyra mål och när 1.FC Köln kom besök i Olympiastadion gjorde Wendt ett mål och bidrog till seger med 3-2 mot stjärnspäckade Köln. Men trots Wendt förlorade Violerna de allra flesta matcher under höstsäsongen, även derbyt mot Hertha BSC förlorades med 0-2. Höstsäsongen avslutades på plats 17 trots att Benny Wendt hade gjort 14 mål. I vinterpausen värvades målvakten Volkmar Gross som bidrog till att släppa in färre mål men det kompenserades genom att Wendt "bara" gjorde sex mål på våren. Enligt egen utsago trivdes Wendt mycket bra i TeBe, men i och med att laget flyttades ner var klubben tvungen att sälja honom till Kaiserslautern.
Efter nedflyttningen 1977 fortsatte Charlottenburgarna i 2:a Bundesliga Norra fram till 1981 när tyska fotbollsförbundet beslöt att lägga ihop 2:a Bundesliga Norra och Södra till en rikstäckande tvåa. Sista matchen säsongen 80/81 förlorade TeBe med 0-1 inför 652 åskådare. 17:e platsen betydde att TeBe började spela i 3:e ligan, Oberliga Berlin.

### Åren i Oberliga Berlin (1981–1991)
Klubbens första säsong i tredje ligan började under svåra förutsättningar eftersom åren i 2. Bundesliga hade tömt ladorna. Ändå fick TeBe ihop ett starkt lag som ledde serien efter en seger mot Hertha 03 Zehlendorf på våren 1982 och klarade avancemanget till kvalserien till 2. Bundesliga. Chanslösa i kvalserien fick laget dock fortsätta i Oberliga Berlin. Växande skulder och en allt tuffare konkurrens med nya uppstickare som SC Charlottenburg och Blau-Weiss 90 försvårade den sportsliga och därmed även den ekonomiska situationen där enbart en kollektiv räddningsaktion av medlemmarna förhindrade klubbens konkurs. Efter det gick det något bättre och säsongen 84/85 var TeBe tillbaka i 2. Bundesliga. Men eftersom Tennis Borussia menade att man skulle klara andra divisionen med samma lag som man hade gått upp med slutade säsongen med nedflyttning till Oberliga Berlin igen, ett öde som Violerna delade med Hertha Berlin. De följande åren fortsatte klubben i tredje divisionen. Dels för att Hertha var en för tuff konkurrens under deras tvååriga sejour i Oberliga och dels för att laget hade sin bästa tid bakom sig. Plats åtta i var den absoluta bottennivån för Charlottenburgarna. Oberliga Berlins sista säsong innan murens fall avslutade Tennis Borussia som etta, men som så ofta misslyckades klubben med uppflyttningen.

### En kort tid av framgångar (1991–2000)

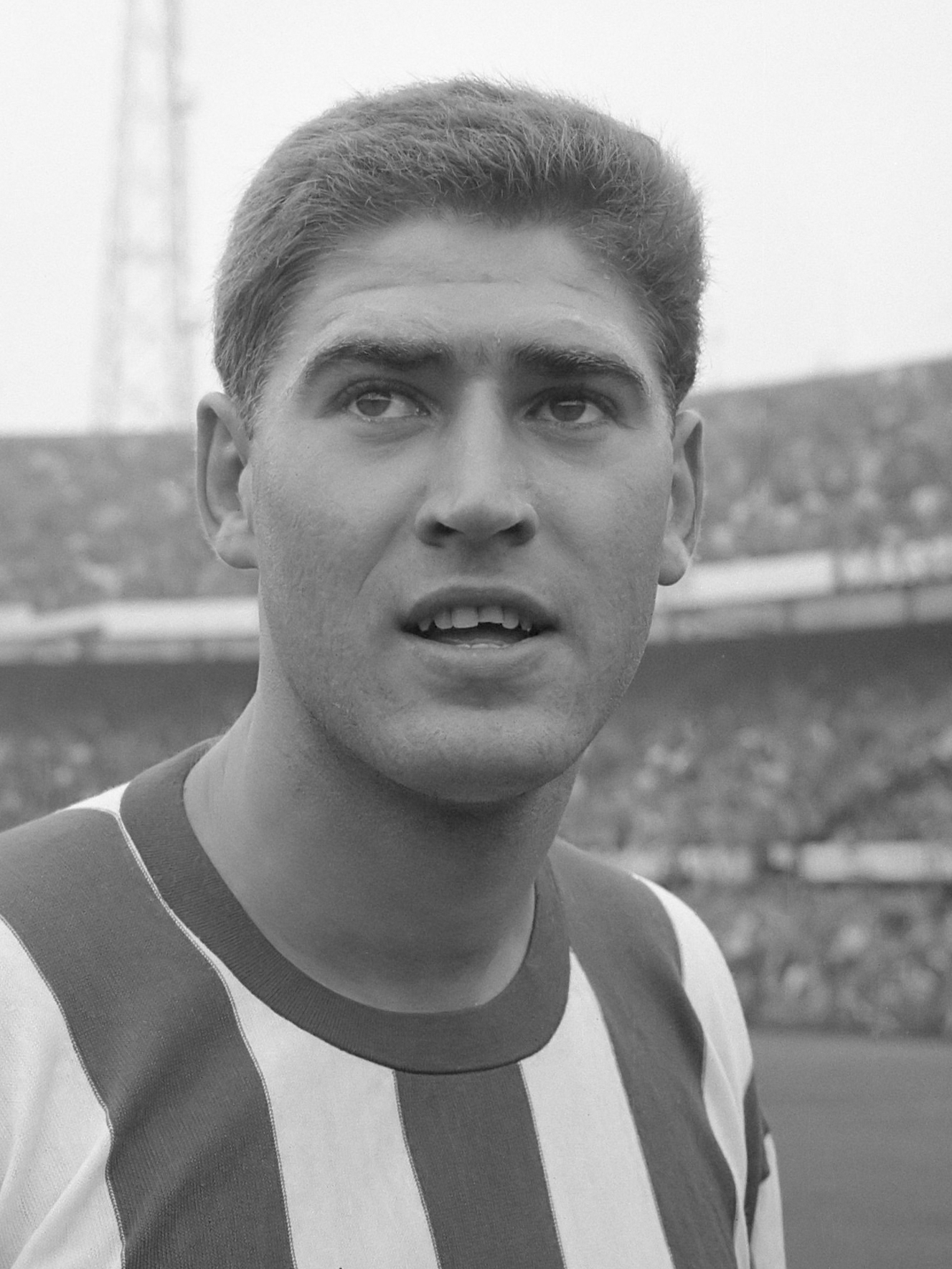
Jack White (1965)

I och med Tysklands återförening bildades en ny Oberliga som numera även innehöll lagen från före detta DDR. I och med engagemanget av schlagerproducenten Jack White fanns det plötsligt pengar till förstärkningar. Tränaren Willibert Kremer kom från Bundesligalaget MSV Duisburg och flera spelare från 2:a Bundesliga värvades. Efter en stabil höstsäsong kunde TeBe avsluta vårsäsongen utan problem, sedan väntade kvalserien mot bland annat östberlinska 1. FC Union Berlin. I den avgörande drabbningen i Mommsenstadion mellan Tennis Borussia och Union förlorade TeBe med 2-1 vilket innebar uppflyttning för Union Berlin. Men eftersom Union Berlin hade fuskat under licensförfarandet fick de ingen elitlicens, vilket gjorde att TeBe fick börja säsongen 93/94 i 2. Bundesliga. Unionfansen såg detta som en skandal och projicerade sin frustration på Tennis Borussia vilket yttrade sig i bland annat att spelare som gick från Union till TeBe blev mordhotade.
Men även denna gång visade det sig att TeBe inte klarade omställningen från amatör- till proffsfotbollen och återfanns ganska snabbt på en nedflyttningsplats. Ljuspunkten 93/94 blev DFB-Pokal där laget nådde semifinalen som gick förlorad mot Rot-Weiss Essen (0-2). Efter degraderingen till den nybildade Regionalliga sommaren 1994 värvades flera proffsspelare från 2:a Bundesliga vilket gjorde "Violerna" till toppfavoriten i serien. Men en blandad höstsäsong slutade med tionde platsen som ledde till ett tränarbyte från Willibert Kremer till den unge Uwe Jahn. Under Jahn förlorades knappt någon match alls, men i och med den svaga höstsäsongen fick TeBe fortsätta i Regionalliga Nordost. Inför den nya säsongen hittade man en ny huvudsponsor: finans- och försäkringsbolaget "Göttinger Gruppe". Huvudsponsorns första åtagandet blev att betala skulder på åtta miljoner D-Mark som hade hopats de senaste två åren. Efter förlust med 0-3 mot Union Berlin slutade tränaren Jahn och före detta Bayernproffset Rainer Zobel tog över. Även i ledningen skedde ett byte från Jack White till Kuno Konrad (i styrelsen för Göttinger Gruppe). Med detta drag förfogade TeBe helt plötsligt över i princip obegränsade resurser men samtidigt blev föreningen extremt beroende av huvudsponsorn. Efter en spännande vårsäsong med Union och Dynamo Dresden som hårda konkurrenter om mästartiteln, vann Violerna titeln till slut. Nu väntade två matcher mot mästaren i Regionalliga Nord, VfB Oldenburg. Första matchen hemma i Berlin var jämn och slutade 1-1. Den nu stundande bortamatchen skulle bli en av de mest dramatiska i klubbens historia. Oldenburg tog ledning efter åtta minuter via straff. Den rättvisa kvitteringen kom återigen efter straff i 70:e minuten. Fem minuter in i förlängningen tog Oldenburg ånyo ledning, 2-1. Några minuter innan slutet fick TeBe en straff. Straffen gick in, men domaren Markus Merk menade att en TeBe-försvarare hade kommit in i straffområdet för tidigt. Straffen togs om och gick mot stolpen, Oldenburg vann. TeBe hade ånyo misslyckats med att gå upp.

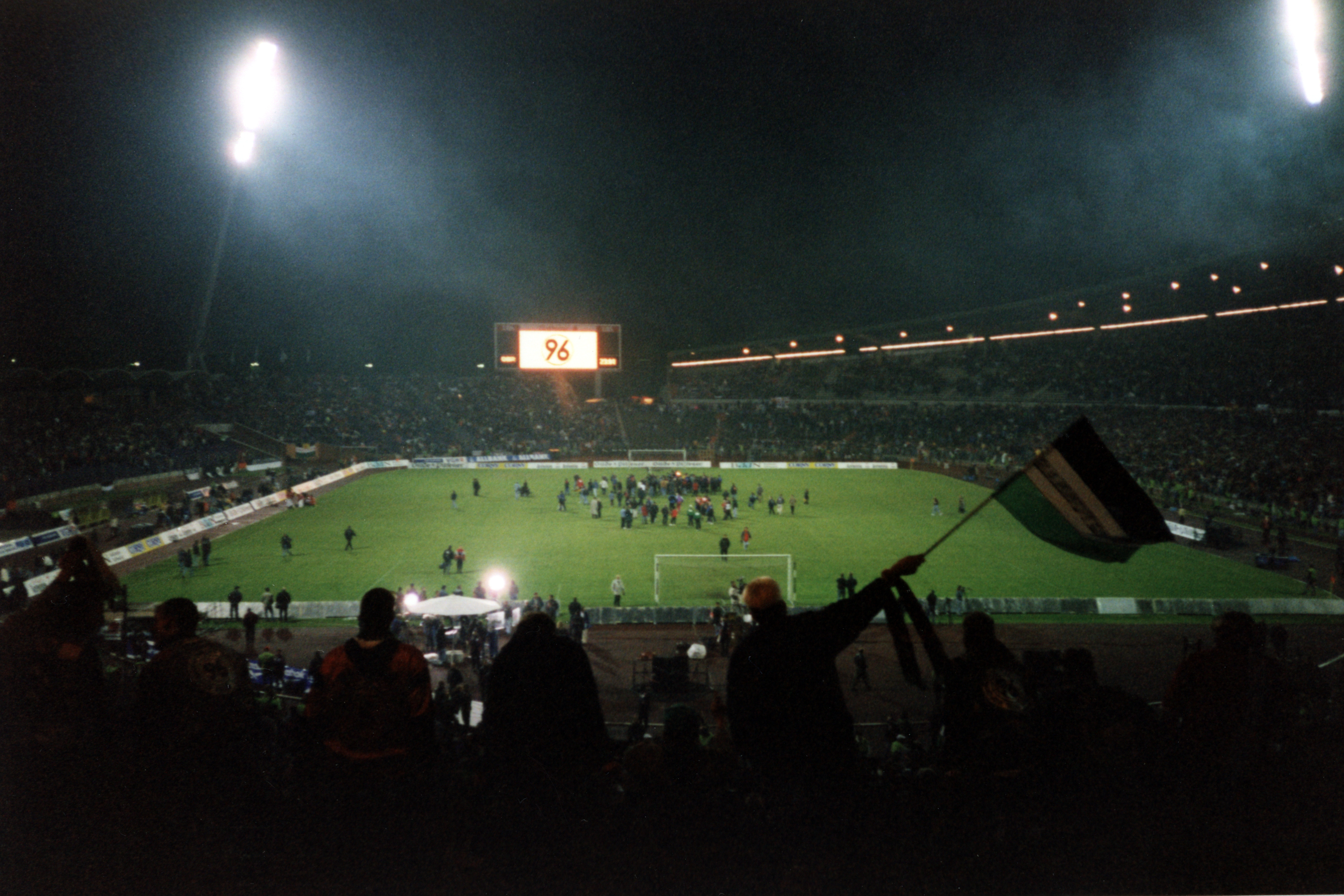
Kvalet mot Hannover 96

Säsongen 96/97 gick inte alls enligt planerna. Trots att många dyra spelare hade värvats harvade laget i mitten av tabellen. Rainer Zobel slutade och ersattes av Hermann Gerland (senare assisterande tränare i Bayern München) som fokuserade helt och hållet på säsongen 97/98 där uppflyttningen skulle bli verklighet. Återigen värvades spelare från 2. Bundesliga och även Bundesliga och denna gång klaffade allting och Tennis Borussia gick som ohotad serieledare in i kvalet mot ettan i Regionalliga Nord, Hannover 96. Inför en utsåld Mommsenstadion (11 000 åskådare) dominerade TeBe och segrade med 2-0. I returmatchen ledde Hannover efter 70 minuter med 2-0, vilket betydde förlängning. I förlängningen upplevde laget sitt déjà vu när Violerna återigen gjorde ett mål som inte godkändes. Den följande straffläggningen vann Hannover 96 som därmed gick upp. Men eftersom förloraren fick delta i "Tyska amatörmästerskapet" med en uppflyttningsplats för vinnaren fick TeBe en andra chans. Efter seger i bortamatchen mot Kickers Offenbach (2-1) väntade Sportfreunde Siegen hemma. I en rafflande match stod det 0-0 efter 60 minuter när TeBe fick straffen som förvandlades av målvakten Goran Curko slår straffen som betydde 1-0. Med 2-0 av Faruk Namdar några minuter senare hade TeBe äntligen lyckats med att gå upp i 2:a Bundesliga efter fem år av misslyckanden.

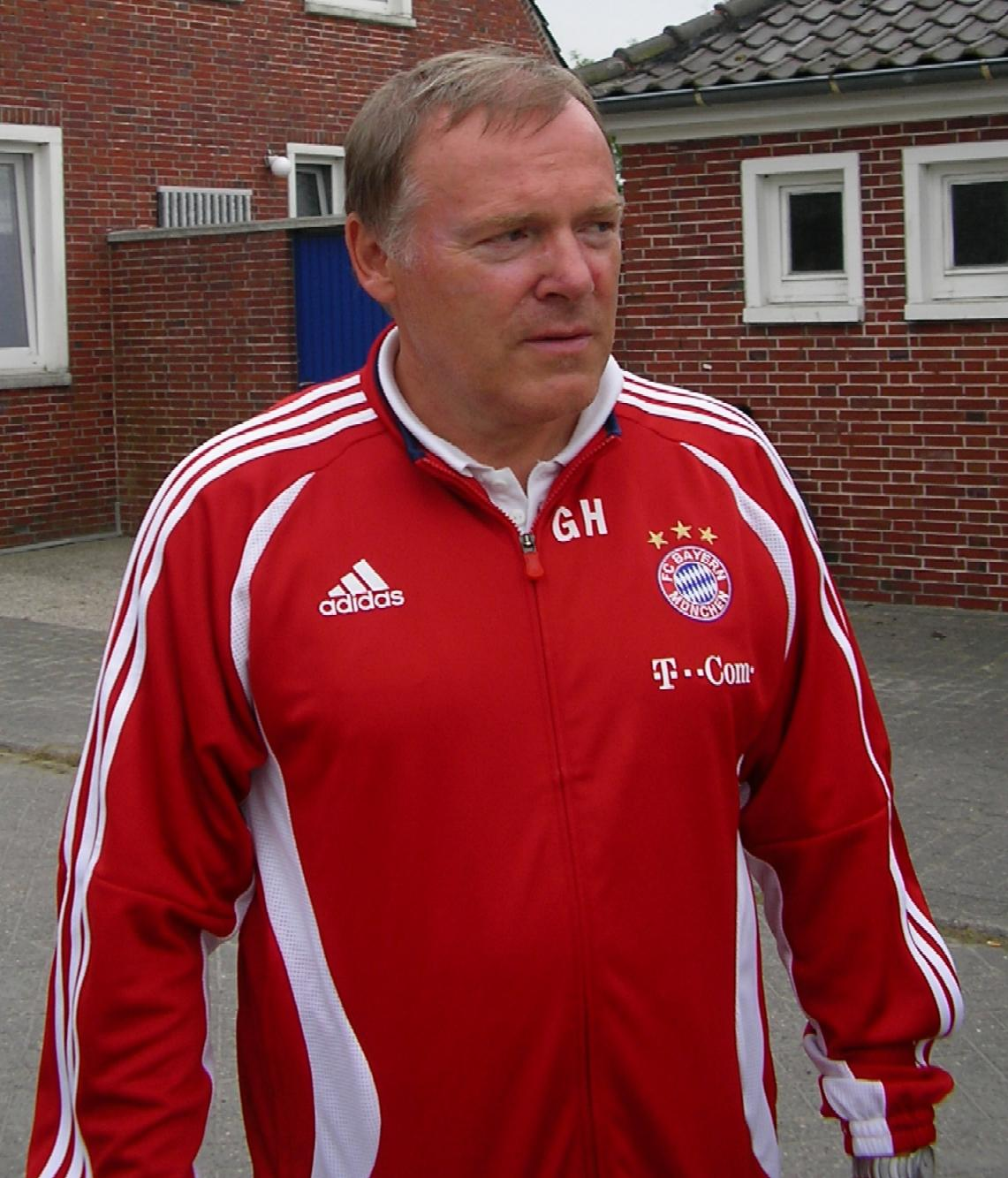
Hermann Gerland

Inför säsongen 98/99 förstärktes laget ytterligare med spelare från bland annat Rostock och München 1860. I hemlighet ville TeBe redan detta år gå upp i Bundesliga. Efter ett nederlag mot St. Pauli i första matchen vann TeBe flera matcher i rad och tog serieledningen. Och efter segrar i cupen mot Hannover och Stuttgarter Kickers blev det drabbning Tennis Borussia mot Hertha Berlin. Den 28 oktober 1998 möttes båda lagen i Olympiastadion inför 40 122 åskådare. När Andreas Thom gav Hertha ledningen efter 12 minuter verkade det som om allt går som väntat. Men sedan kom TeBe igång och Aracic samt Copado vände matchen till 2-1 efter 45 minuter. Och Violerna fortsatte på samma sätt i andra halvleken: Kovacec och Aracic gör 3-1 och 4-1, slutresultatet blev 4-2. Men ingen anade att denna match blev klubbens sista höjdpunkt på länge. Första matchen efter cupen förlorades med 1-3 mot Bielefeld. Sedan sparkades tränaren Gerland, helt överraskande. Interimscoachen Stanislav Levy både vann och förlorade några matcher, men klubbledningen ville ha förstärkning som värvades i form av Winfried Schäfer som på 1990-talet räknades som en kanonvärvning. Trots det spelade TeBe inte övertygande, dock kom alltfler människor för att se matcherna i Mommsenstadion.

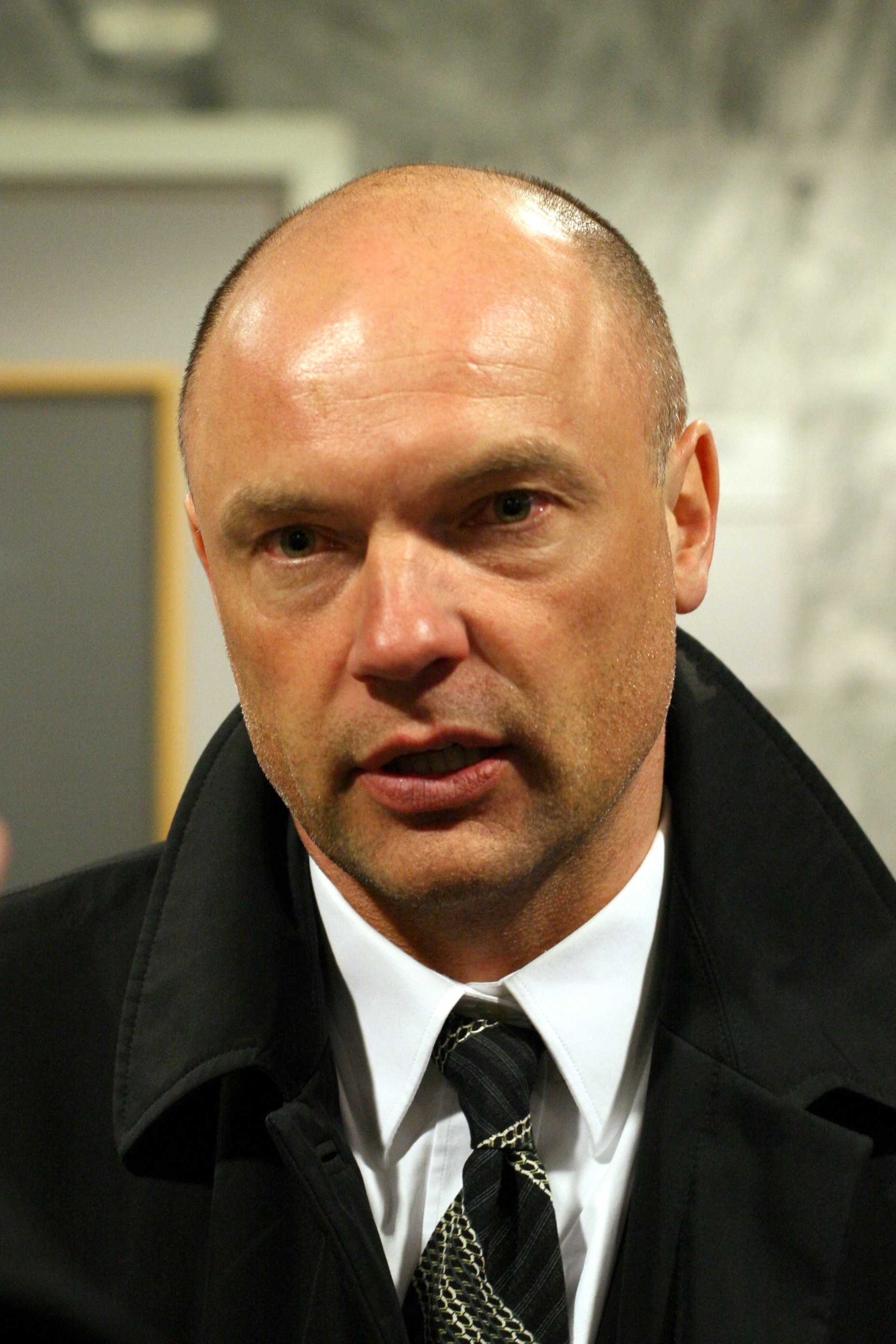
Uwe Rösler

Säsongen 99/00 ska uppflyttningen bli verklighet. Spelare från Hamburger SV, Eintracht Frankfurt och Kaiserslautern (före detta Manchester Cityproffset Uwe Rösler) värvades och efter 6-2 mot VfL Bochum i oktober var man på en uppflyttningsplats. Men vändpunkten bliv hemmamatchen mot Cottbus där Tennis Borussia visserligen tog ledningen men en missad straff av Uwe Rösler och ett rött kort för Rösler några minuter senare ledde till ett nederlag (1-3). Laget återhämtade sig inte från denna förlust och i vinterpausen samt under hela vårsäsongen blev klyftan mellan tränare Schäfer och laget allt större. TeBe vann knappt någon match på våren och strax före säsongsslutet började kampen för att klara kontraktet. TeBe förlorade sin sista match och klarade sig enbart eftersom de andra nedflyttningshotade lagen samtidigt inte vann. Men under sommaruppehållet förlorade TeBe sin elitlicens eftersom rykten nådde fotbollsförbundet att TeBes huvudsponsor inte var likvid längre. Efter mycket om och men stod det klart att Tennis Borussia fortsatte i Regionalliga Nord. De gamla spelarna och tränare Schäfer var då redan historia, precis som huvudsponsorn Göttinger Gruppe som drog sig tillbaka Totalt sett ska "Göttinger Gruppe" ha investerat cirka 80 miljoner D-mark (cirka 400 miljoner kronor) under sina fem år som huvudsponsor för klubben.

### Tillbaka i amatörlägret (sedan 2000)

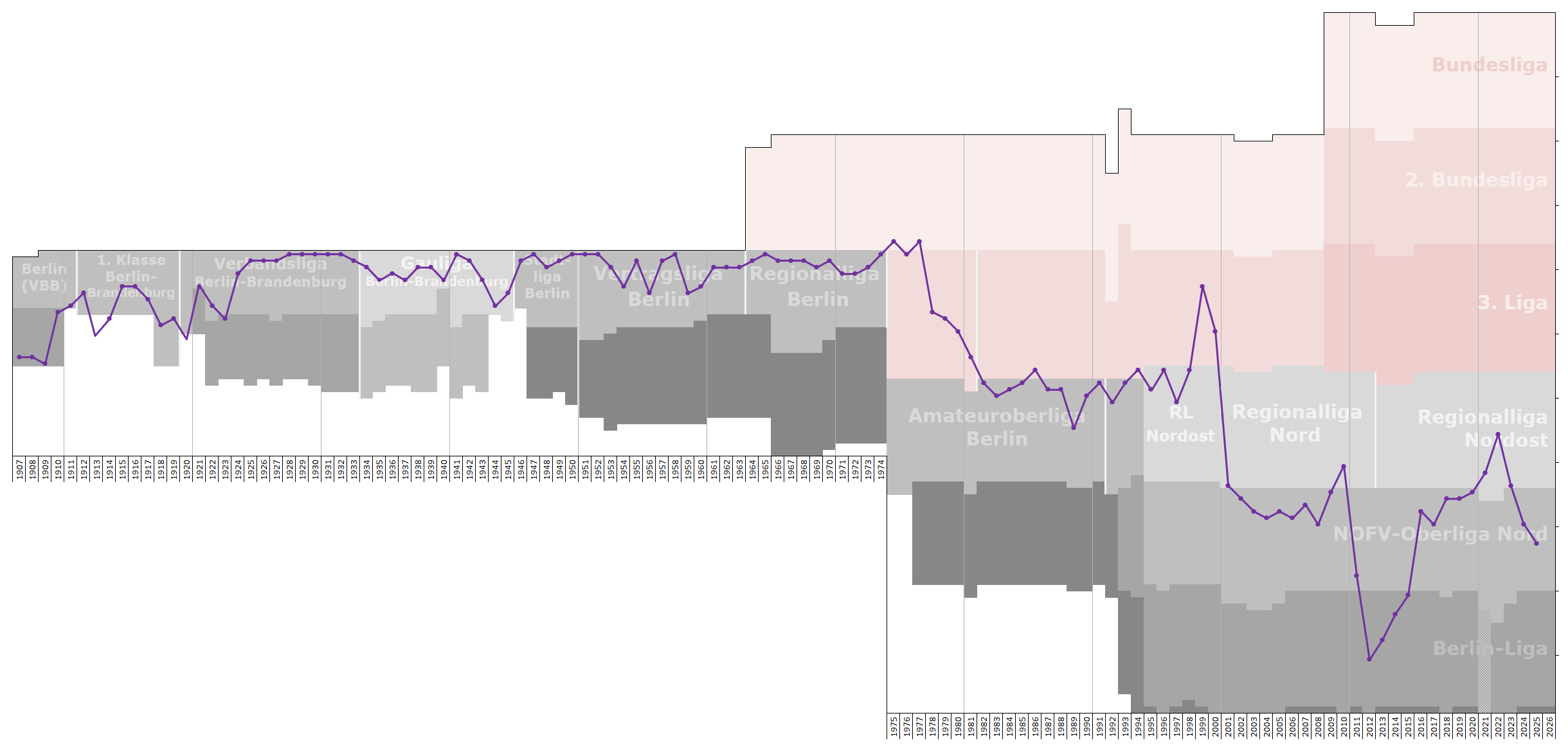
TeBe:s placeringar genom tiderna

I och med att huvudsponsorn inte fanns kvar hade också alla spelare hoppat av och efter ännu en katastrofal säsong lämnade klubben 2001 även Regionalliga. På ett år hade man fallit ner två ligor. TeBe spelade fram till säsongen 2008/09 i Oberliga Nordost (division IV, sedan 2008 division V). Inför säsongen 08/09 hade TeBe värvat tränaren Thomas Herbst. Med honom ledde TeBe serien från första omgången och stod redan sex veckor innan serieavslutningen klar som seriesegrare och flyttades upp. Därmed spelade Tennis Borussia 2009/10 i Regionalligan, dock bara ett år, i och med att huvudsponsorn drog tillbaka sitt engagemang under säsongen fick TeBe ansöka om rekonstruktion vilket innebar automatisk nedflyttning till Oberliga Nordost. En tung säsong i Oberliga kulminerade i två kvalmatcher om att klara kontraktet, men båda matcherna slutade med nederlag mot SC Borea-Dresden vilket betydde nedflyttning till Berlin-Liga (Division VI). Där spelade laget i fyra år innan klubben återvände till Oberliga Nordost sommaren 2015.

## Spelare
Berömda spelare i klubbhistorien är bland annat en av de tyska förbundskaptenerna i fotboll Sepp Herberger som började sin tränarkarriär hos TeBe. Bundesligasäsongen 1976/77 spelade den svenska anfallaren Benny Wendt för TeBe och var mycket populär bland fansen och Berlins befolkning. Han gjorde 20 mål men kunde inte förhindra lagets nedflyttning. Men TeBes genom tidernas största spelare är utan tvekan den tyska landslagsspelaren Hanne Berndt som spelade sexton år (1936–1952) för Tennis Borussia och gjorde talrika mål.

## Supportrar och ungdomsarbete

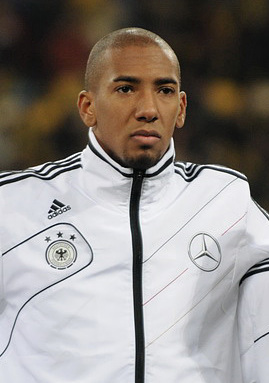
Jerome Boateng

Sedan 1990-talet har klubben varit utsatt för antisemitiska påhopp från andra fans, till exempel från Union Berlin. Även under sina år i Berlin-ligan fick klubben stå ut med rasistiska eller antisemitiska slogans från fans tillhörande andra lokala lag. Klubben har idag en liten men mycket trogen och aktiv supporterklack. Fansen är mycket engagerade mot rasism och antisemitism. "Fussballfans gegen Homophobie" initierades av TeBe-fans. Vissa menar att det är just de rasistiska och antisemitiska påhoppen som sporrar både fans och ansvariga i Tennis Borussia att engagera sig samhälleligt. Tennis Borussia är också känt för sina framstående ungdomssatsningar, exempelvis utbildades Jerome Boateng i klubben. Tennis Borussia har även ett av Berlins främsta damlag. Supporterlaget deltar i internationella turneringar, bland annat Mondiali Antirassisti i Italien. Klubbhymnen av E-Blox som heter "TeBe rockt" kommer från melodin i Ramones punkrockklassiker "Blitzkrieg Bop".